# На работа
„На работа“ е вестник на комунистическата съпротива във Вардарска Македония.
Вестникът започва да се издава от 19 януари 1945 г., докато бригадата е в движение. Орган е на десета македонска ударна бригада. Размножава се на хектограф и се състои от 32 страници. Вестникът дава информация за събитията на фронта, живота на бригадата и културни въпроси.